# Cuba (Portugal)
Cuba ist eine Vila (Kleinstadt) und ein Kreis (Concelho) in der Subregion des Baixo Alentejo in Portugal, mit einer Fläche von 70,1 km² und einer Bevölkerung von 3092 Einwohnern (Stand 19. April 2021). Cuba ist ein landwirtschaftliches Zentrum der Region, und einer der Orte, die Christoph Kolumbus als Sohn ihrer Stadt bezeichnen.

## Geographie
Cuba befindet sich auf einer Höhe von 187 m zwischen Olivenhainen, am westlichen Ufer eines Zuflusses der Ribeira de Odivelas. Die Stadt liegt 18 km nördlich der Distrikthauptstadt Beja.

## Geschichte
Antas und andere Funde belegen eine menschliche Besiedlung in Cuba seit etwa 3000 v. Chr. Die aus römischer Zeit gefundenen Bauten, wie Brücken, Staubecken, Villa rusticas u. a., deuten auf eine gewisse Bedeutung des Ortes in der Provinz Lusitania. Aus maurischer Zeit gibt es keine bedeutenden Funde, was mit den zerstörerischen Kämpfen im Zuge der Reconquista erklärt wird.
Durch Dom Sancho II von den arabischen Mauren erobert, wurde die Ortschaft Cuba genannt, weil sehr viele „Cubas“ (Gefäße für Weinlagerung) gefunden wurden oder, nach anderer Meinung, hat der Name Cuba einen noch älteren Ursprung und leitet sich ab vom Namen „Coba“, ein arabisches Diminutiv, das Turm bedeutet. Erstmals im heutigen Königreich Portugal offiziell erwähnt wurde der Ort im 13. Jahrhundert. Seit 1782 ist Cuba ein eigenständiger Kreis.
Am 10. Januar 2008 hatte Altmeister Manoel de Oliveiras Film Christoph Kolumbus – Das Rätsel in Cuba seine kommerzielle Premiere. Der Film geht anhand zahlreicher historischer Indizien der Theorie nach, dass Kolumbus als unehelicher Spross der portugiesischen Königsfamilie in Cuba geboren und dort aufgewachsen sei. Auch deswegen habe dieser die größte von ihm entdeckte Insel nach seinem Heimatort benannt.

## Sehenswürdiges

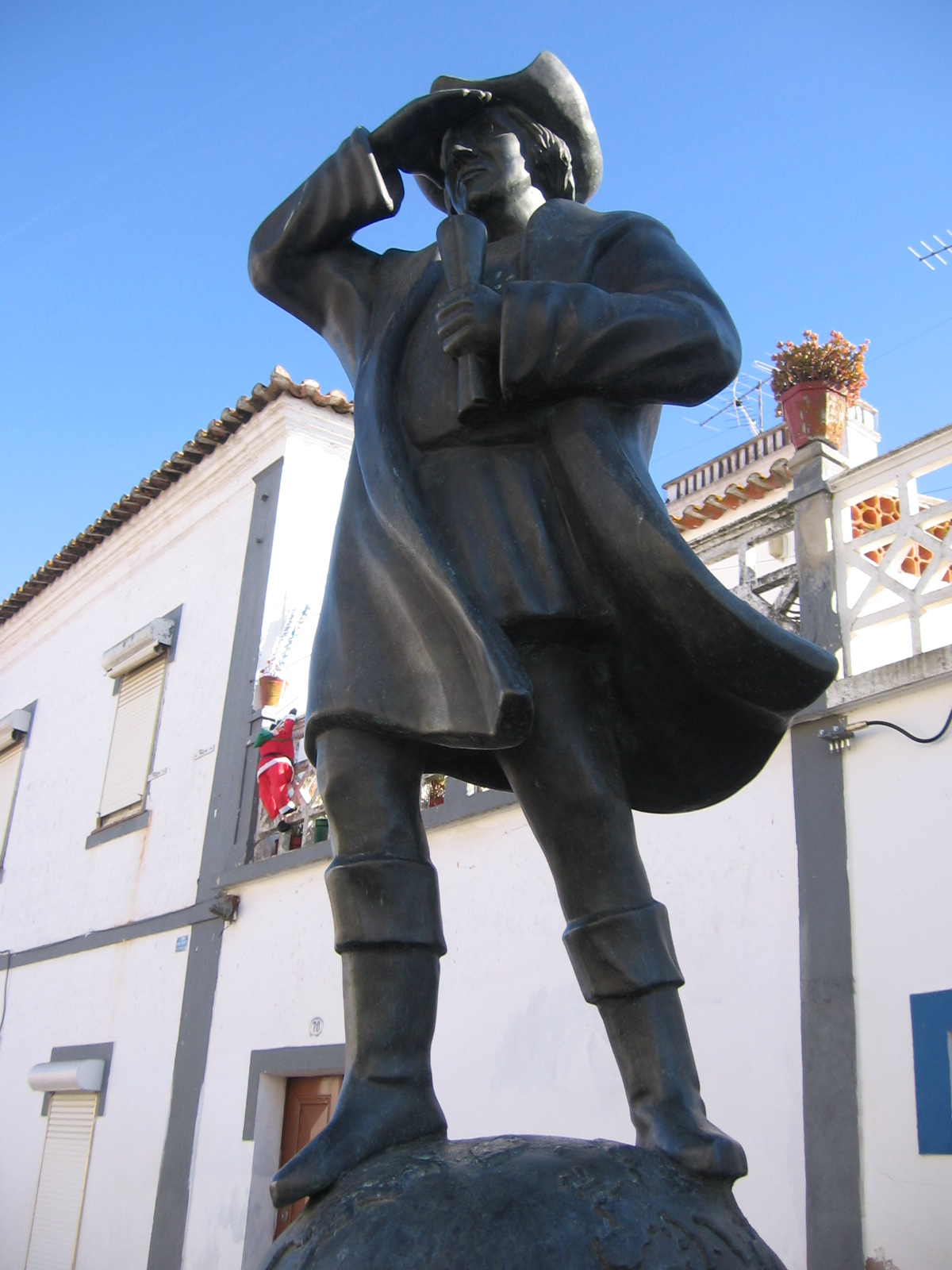
Christoph Kolumbus Denkmal in Cuba

- Villa im Jugendstil der Familie Buralho im Zentrum der Stadt (erbaut um 1920)
- Convento de Cuba
- Largo da Bica (Platz mit Monument im Zentrum)
- Der Löwenbrunnen -  Fonte dos Leões
- Kolumbus Denkmal (angeblicher Sohn der Stadt)
- Staumauer von Cuba
- Museu de Arte Sacra e Arqueologia de Vila Alva (Museum für sakrale Kunst und Archäologiemuseum)
- Tesouro da Igreja Matriz de S. Vicente de Cuba (Kirche mit separater Ausstellung ihrer Kunstschätze)

## Verwaltung

### Kreis
Cuba ist Verwaltungssitz des gleichnamigen Kreises. Die Nachbarkreise sind (im Uhrzeigersinn im Norden beginnend): Portel, Vidigueira, Beja, Ferreira do Alentejo sowie Alvito.
Die folgenden Gemeinden (Freguesias) liegen im Kreis Cuba:

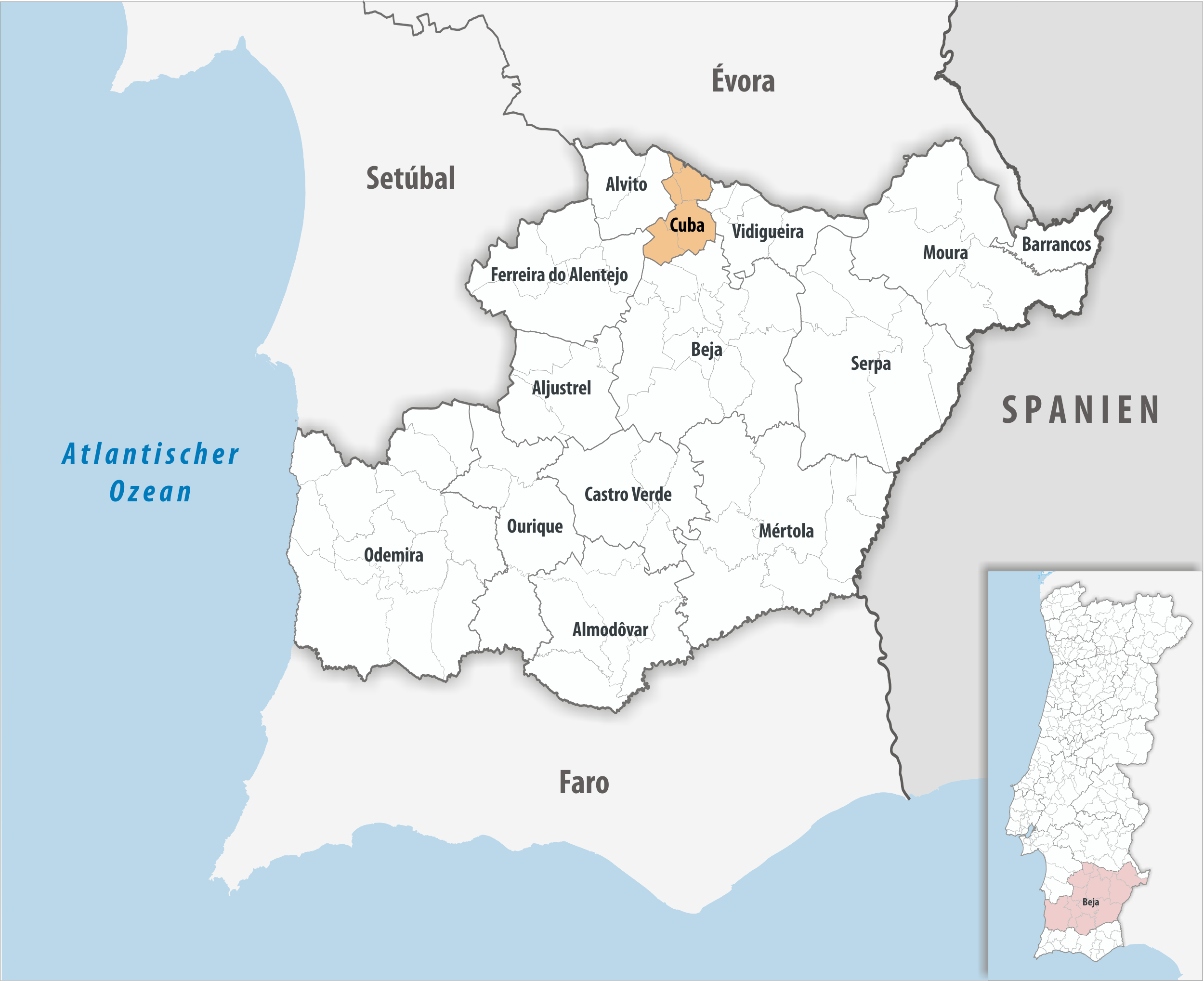
Kreis Cuba

| Gemeinde              | Einwohner (2021) | Fläche km² | Dichte Einw./km² | LAU- Code |
| --------------------- | ---------------- | ---------- | ---------------- | --------- |
| Cuba                  | 3.092            | 70,09      | 44               | 020701    |
| Faro do Alentejo      | 485              | 44,68      | 11               | 020702    |
| Vila Alva             | 416              | 37,20      | 11               | 020703    |
| Vila Ruiva            | 380              | 20,12      | 19               | 020704    |
| Kreis Cuba (Portugal) | 4.373            | 172,09     | 25               | 0207      |

### Bevölkerungsentwicklung
| Einwohnerzahl im Kreis Cuba (1801–2011) | Einwohnerzahl im Kreis Cuba (1801–2011) | Einwohnerzahl im Kreis Cuba (1801–2011) | Einwohnerzahl im Kreis Cuba (1801–2011) | Einwohnerzahl im Kreis Cuba (1801–2011) | Einwohnerzahl im Kreis Cuba (1801–2011) | Einwohnerzahl im Kreis Cuba (1801–2011) | Einwohnerzahl im Kreis Cuba (1801–2011) | Einwohnerzahl im Kreis Cuba (1801–2011) | Einwohnerzahl im Kreis Cuba (1801–2011) |
| --------------------------------------- | --------------------------------------- | --------------------------------------- | --------------------------------------- | --------------------------------------- | --------------------------------------- | --------------------------------------- | --------------------------------------- | --------------------------------------- | --------------------------------------- |
| 1801                                    | 1849                                    | 1900                                    | 1930                                    | 1960                                    | 1981                                    | 1991                                    | 2001                                    | 2011                                    |                                         |
| 3742                                    | 3944                                    | 6103                                    | 8054                                    | 7554                                    | 5740                                    | 5494                                    | 4994                                    | 4878                                    |                                         |

### Kommunaler Feiertag

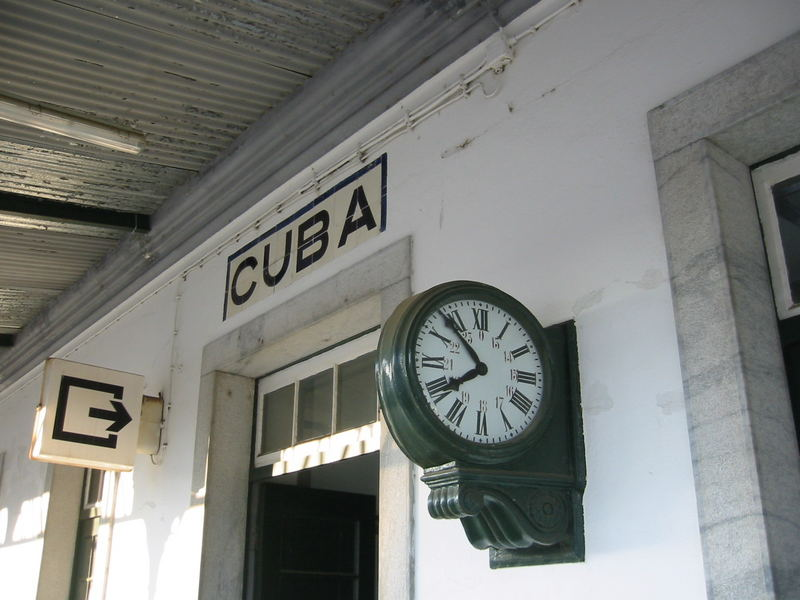
Am Bahnhof von Cuba

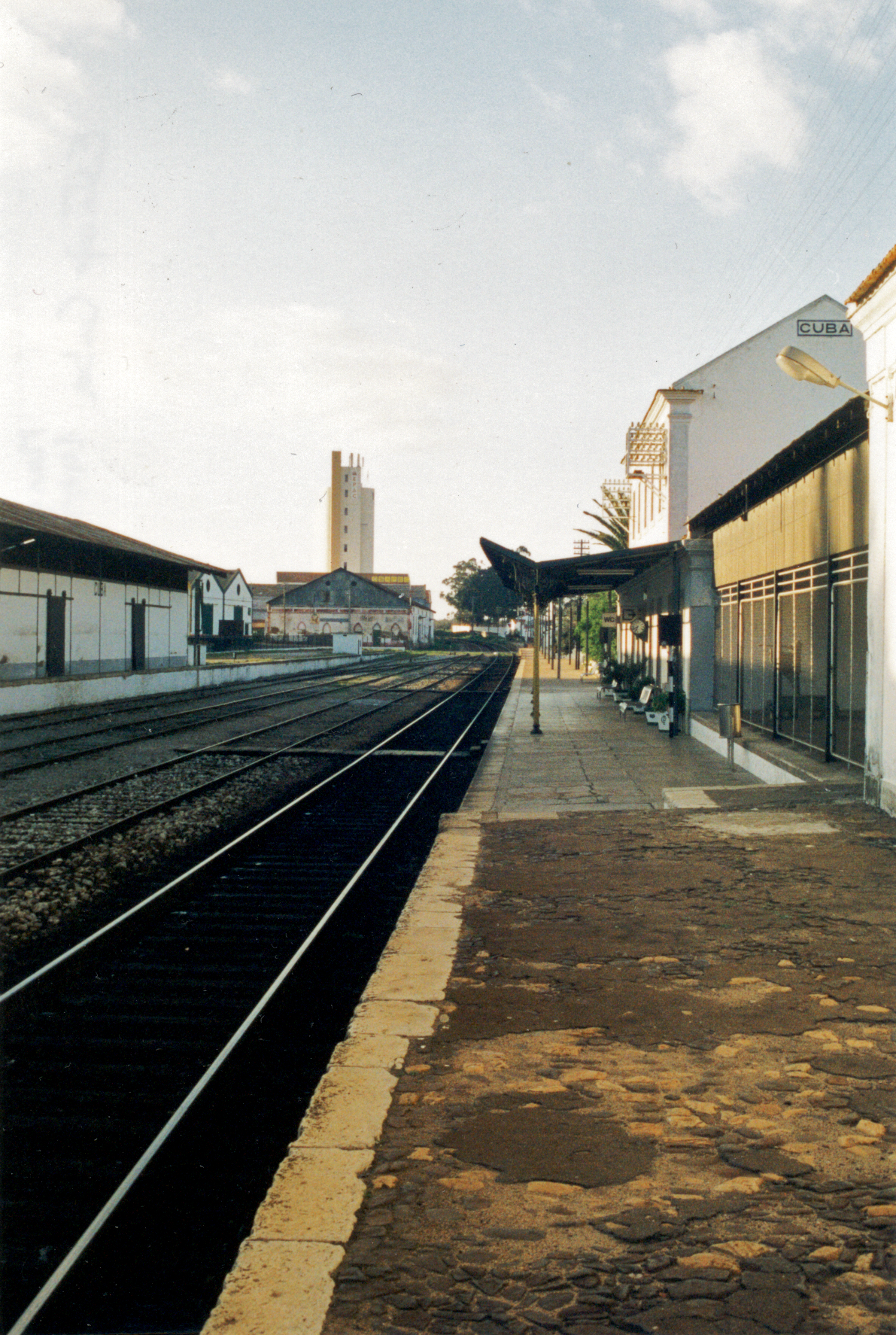
Der Bahnhof von Cuba

- Ostermontag

## Verkehr
Cuba liegt an der Eisenbahnstrecke Linha do Alentejo und an der Landstraße IP2.

## Wirtschaft
Die Landwirtschaft ist ein traditionell bedeutender Faktor im Kreis, neben Getreide (Weizen, Hafer, Gerste) ist auch der Anbau von Sonnenblumen zur Ölgewinnung bedeutend. Des Weiteren wird Flachs (Leinen), Soja und Baumwolle angebaut, Wein und Olivenöl produziert, und Viehwirtschaft betrieben, vor allem Kühe und Schafe.
Mittelständische Familienbetriebe der Schuh-, Textil-, Holzverarbeitungs- und Nahrungsmittelindustrie bestimmen den Sektor des produzierenden Gewerbes im Kreis.
Der Einzelhandel und die Gastronomie bieten einige Arbeitsplätze im Dienstleistungssektor, der insbesondere in den sozialen Einrichtungen, dem Bildungswesen und den städtischen Unternehmen seine größten Arbeitgeber im Kreis hat.